# Vorführfahrten mit einem Elektromobil bei Chillon am 17. Dezember 1900
Die Vorführfahrten mit einem Elektromobil bei Chillon am 17. Dezember 1900 führte die Compagnie française de traction par trolley automoteur Lombard-Gérin auf einer kurzen Strecke zwischen Villeneuve und dem Schloss Chillon im Schweizer Kanton Waadt durch.

## Geschichte
1900 errichtete die Compagnie française de traction par trolley automoteur Lombard-Gerin Trolleybus-Versuchsstrecken im Pariser Vorort Issy-les-Moulineaux und auf der Weltausstellung in Paris. Der hierfür verwendete Stromabnehmer an zwei Leitungen basierte auf einer vom französischen Ingenieur Louis Lombard-Gerin entwickelten Technik.
Da die Gesellschaft in die Schweiz expandieren wollte, führte sie am Nachmittag des 17. Dezember 1900 auf einer eigens mit Oberleitung versehenen etwa 200 Meter langen Strecke Vorführfahrten mit einem zweisitzigen Elektromobil durch, das wahrscheinlich von der Strecke bei Issy-les-Moulineaux übernommen wurde. Die Oberleitung des Elektromobils begann am Schloss Chillon, der damals östlichen Endstelle der Strassenbahn Vevey–Montreux, und schloss an diese an. Rund 50 Personen waren anwesend, als der Chefingenieur des Kantons Waadt, ein Repräsentant des Departements für öffentlichen Verkehr, der Lehrstuhlinhaber für industrielle Mechanik der Universität Lausanne und ein Vertreter der Gazette de Lausanne Probefahrten durchführten. In ihrer Ausgabe vom 18. Dezember kritisierte die Zeitung, bei der reizvollen Fahrt entlang der „schönsten Strasse des Kantons“ wäre die praktische Nutzbarkeit des Systems nicht dargestellt worden: Die Demonstration habe klargestellt, dass ein leichtes Gefährt auf ebener Strecke mit glatter Oberfläche und geringem Verkehrsaufkommen mit dem System eingesetzt werden könne, fragt jedoch, ob es auch mit einem grossen Omnibus auf geschotterten Steigungen oder bei vereister Oberleitung funktionieren würde. Sie kritisiert, es hätte die Mühe nicht gelohnt, derart viele Ehrenmänner für eine derart dürftige Präsentation zu bewegen.
Die Vorführfahrten blieben ohne Erfolg. Indizien für die Einrichtung einer eigentlichen Trolleybusstrecke liegen nach neueren Erkenntnissen nicht vor. Victor von Röll hatte in seiner zwischen 1912 und 1923 erschienenen Enzyklopädie des Eisenbahnwesens noch berichtet, dass die Versuchsanlage von der Pariser Weltausstellung nach Chillon „übertragen“ worden sei, wo sie als erste „Gleislose Bahn“ – so die frühere Bezeichnung für Trolleybusanlagen – den Verkehr mit dem Hôtel Byron in Villeneuve „vermittelt“ habe. Anlässlich der „Rekonstruktion“ der Strassenbahn Vevey–Montreux von einer Schlitzrohrfahrleitung auf eine gewöhnliche Drahtoberleitung sei der Trolleybusbetrieb durch eine herkömmliche Strassenbahn ersetzt worden. Erster regulärer Trolleybusbetrieb der Schweiz war schliesslich der 1912 eröffnete Trolleybus Freiburg–Farvagny. Entlang des Genfersees verkehrt seit den 1950er Jahren der Trolleybus Vevey–Villeneuve.